# Francisco Reigón
Francisco Reigón (c. 1820-c. 1878) fue un pintor español.

## Biografía
Habría nacido hacia 1820. Natural de Jaén, fue discípulo en Madrid de la Academia de Nobles Artes de San Fernando y de Carlos de Haes. Dedicado desde 1840 a pintar retratos en miniatura y al óleo, fue autor de un elevado número de trabajos de esta índole. La introducción de la fotografía le obligó a abandonar un género que murió con ella, y desde aquella época hasta la década de 1880 tuvo que dedicar su preferente atención a miniar fotografías.
Sus obras figuraron en las Exposiciones de la Academia de San Fernando celebradas en los años de 1842, 1843, 1844, 1847 y 1850; y en las Nacionales de 1856,1858, 1860 y 1871. Fuera de los muchos retratos que expuso en dichos concursos, entre los que destacaron uno del señor Marraci y el de Una señora, de cuerpo entero, podrían citarse títulos como Una torada a orillas del Guadalquivir, El descanso de un encierro cerca de un arroyo, Diana en el baño (figuraba en el Museo Nacional) y Florinda, hija del Conde D. Julián (premiado con mención honorífica, se hallaba en el Museo de Murcia); Un pasatiempo de Felipe IV, La fuente de Neptuno, El jardín de amor, Retrato de D. Práxedes Mateo Sagasta y otro del Rey Don Alfonso XII. Habría fallecido hacia 1878.